# Spoorlijn Warburg - Sarnau
De spoorlijn Warburg - Sarnau is een Duitse spoorlijn en is als spoorlijn 2972 onder beheer van DB Netze.

## Geschiedenis
Het traject werd door de Preußische Staatseisenbahnen in fases geopend:
- Warburg - Bad Arolsen: 1 mei 1890
- Bad Arolsen - Korbach: 15 augustus 1893
- Korbach - Frankenberg: 1  mei 1900
- Frankenberg - Sarnau: 1 juli 1890

Personenvervoer tussen Warburg en Volkmarsen werd opgeheven in 1967, in 1977 werd ook het goederenvervoer op dat gedeelte stilgelegd en vervolgens gesloten en opgebroken. Tussen Volkmarsen en Frankenberg werd personenvervoer opgeheven in 1987. In 1998 is personenvervoer tussen Volkmarsen en Korbach weer ingevoerd. Sinds september 2015 rijden er ook weer personentreinen tussen Korbach en Frankenberg.

## Treindiensten
De Kurhessenbahn verzorgt het personenvervoer op dit traject met RB treinen.
| Serie | Treinsoort                   | Route | Bijzonderheden |
| ----- | ---------------------------- | --- | -------------- |
| RB 42 | Regionalbahn (Kurhessenbahn) | Marburg (Lahn) – Cölbe – Wetter (Hess-Nass) – Münchhausen – Frankenberg (Eder) – Korbach – Usseln – Willingen – Brilon Wald – [ Brilon Stadt ] / [ Bestwig ] |                |

## Aansluitingen
In de volgende plaatsen is of was er een aansluiting op de volgende spoorlijnen:
Warburg
DB 2550, spoorlijn tussen Aken en Kassel
DB 2970, spoorlijn tussen Altenbeken en Warburg
Volkmarsen
DB 3903, spoorlijn tussen Volkmarsen en Vellmar-Obervellmar
Korbach
DB 3944, spoorlijn tussen Wega en Brilon Wald
Frankenberg
DB 2854, spoorlijn tussen de aansluiting Nuttlar en Frankenberg
Sarnau
DB 2870, spoorlijn tussen Kreuztal en Cölbe